# Suanhild
Souanhild, également orthographiée Swanhild, Svanhild ou Schwanhild, morte le 30 juillet 1085 à Essen, est une abbesse de l'abbaye d'Essen qui aurait occupé ce poste de 1058 jusqu'à sa mort. Comme ses prédécesseures, elle fait construire une église et ajoute des œuvres d'art au trésor de la cathédrale d'Essen. En 1073, Suanhild fait don de la collégiale du quartier de Stoppenberg qui devient une chapelle paroissiale. Elle a ajouté un bras reliquaire de Saint- Basile au trésor de la cathédrale d'Essen,.

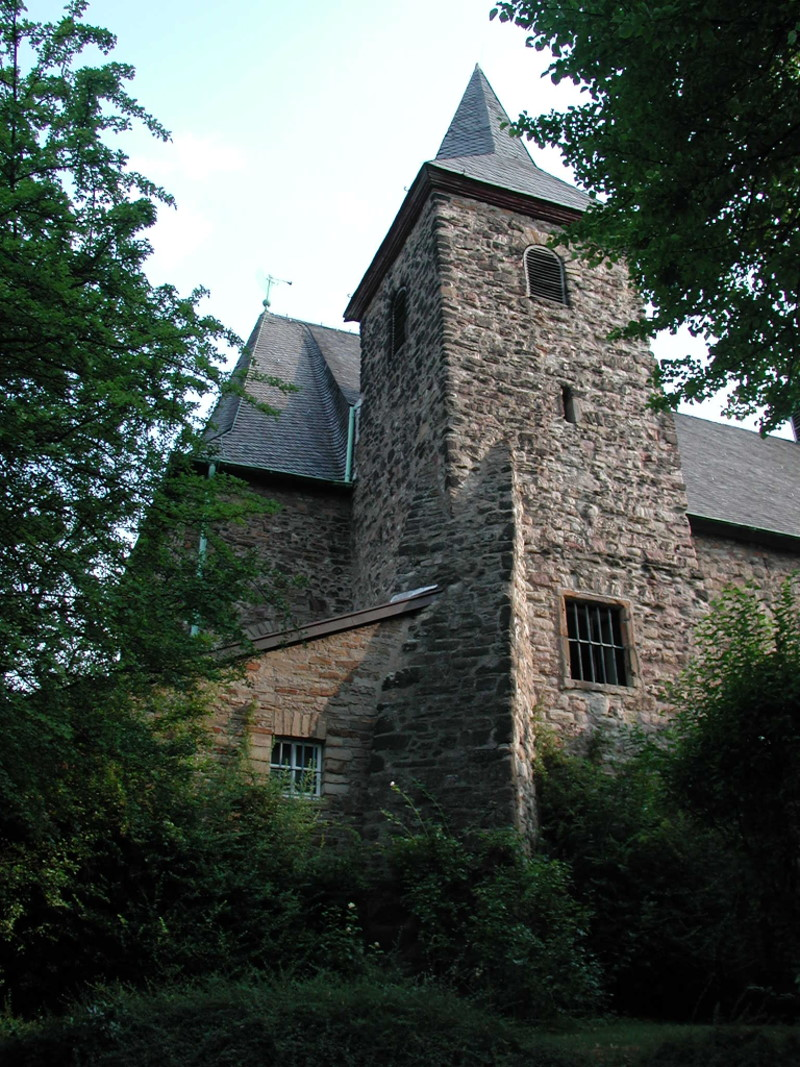
La collégiale de Stoppenberg fondée par Suanhild